# GSchG-7,62
Das GSchG-7,62 (russisch ГШГ-7,62) ist ein vom Konstruktionsbüro für Gerätebau entwickeltes russisches Maschinengewehr.
Es ist vergleichbar mit der US-amerikanischen Minigun. Der vierläufige Gasdrucklader erreicht eine Kadenz von 6000 Schuss pro Minute und wird seit 1980 eingesetzt. Verwendet wird Munition im Kaliber 7,62 × 54 mm R. Einziger Nachteil der Waffe ist der enorme Munitionsverbrauch. Sie kommt unter anderem in Kampfhubschraubern und Kampfflugzeugen zum Einsatz.